# Пак Сун Ча
Пак Сун Ча (кор. 박순자; род. 3 января 1966) — южнокорейская хоккеистка на траве, полевой игрок. Серебряный призёр летних Олимпийских игр 1988 года, чемпионка летних Азиатских игр 1986 года.

## Биография
Пак Сун Ча родилась 3 января 1966 года.
В 1986 году в составе женской сборной Южной Кореи по хоккею на траве завоевала золотую медаль хоккейного турнира летних Азиатских игр в Сеуле.
В 1988 году вошла в состав женской сборной Южной Кореи по хоккею на траве на летних Олимпийских играх в Сеуле и завоевала серебряную медаль. Играла в поле, провела 5 матчей, забила 2 мяча в ворота сборной Канады.